# Юлдашево (Фёдоровский район)
Юлда́шево (баш. Юлдаш) — село в Фёдоровском районе Республики Башкортостан Российской Федерации. Входит в состав Михайловского сельсовета.

## География

### Географическое положение
Расстояние до:
- районного центра (Фёдоровка): 50 км,
- центра сельсовета (Михайловка): 12 км,
- ближайшей ж/д станции (Мелеуз): 80 км.

## Население
| 2002 | 2009 | 2010 |
| ---- | ---- | ---- |
| 382  | →382 | ↗391 |

### Национальный состав
Согласно переписи 2002 года, преобладающая национальность — башкиры (96 %).